# Suspensão ativa
A suspensão ativa é uma tecnologia automotiva que controla os movimentos verticais das rodas através de um sistema eletrônico.  Ao contrário do sistema de suspensão comum, que trabalha de acordo com a rodagem, a suspensão ativa corrige as imperfeições da pista com mais eficiência que, por sua vez, dá mais estabilidade e desempenho ao veículo, seja em curvas, aceleração ou frenagem, e facilita o controle do piloto ou motorista.